# Oak Park Township (comté de Cook, Illinois)
Oak Park Township est un township du comté de Cook dans l'Illinois, aux États-Unis,. 